# Покахонтас (округ, Айова)
Покахо́нтас (англ. Pocahontas County) — округ в США, штате Айова. На 2000 год численность населения составляла 8662 человек. По оценке бюро переписи населения США в 2009 году население округа составляло 7346 человек. Окружным центром является город Покахонтас.

## История
Округ Покахонтас был сформирован в 15 января 1851 года.

## География
Согласно данным Бюро переписи населения США площадь округа Покахонтас составляет 1496 км².

### Основные шоссе
- Автострада 3
- Автострада 4
- Автострада 7
- Автострада 10
- Автострада 15

### Соседние округа
- Пало-Алто  (север)
- Гумбольдт  (восток)
- Уэбстер  (юго-восток)
- Калхун  (юг)
- Бьюна-Виста  (запад)

## Демография
По данным переписи населения 2000 года в округе проживало 8662 жителей. Среди них 21,3 % составляли дети до 18 лет, 21,8 % люди возрастом более 65 лет. 50,6 % населения составляли женщины.
Национальный состав был следующим: 98,4 % белых, 0,3 % афроамериканцев, 0,2 % представителей коренных народов, 0,3 % азиатов, 2,6 % латиноамериканцев. 0,7 % населения являлись представителями двух или более рас.
Средний доход на душу населения в округе составлял $17006. 10,8 % населения имело доход ниже прожиточного минимума. Средний доход на домохозяйство составлял $41594.
Также 86,6 % взрослого населения имело законченное среднее образование, а 15,0 % имело высшее образование.